# Vanja Iveša
Vanja Iveša (Pula, 21. srpnja 1977.) bivši je hrvatski nogometni vratar.

## Klupska karijera
Karijeru je započeo u NK Istri. 1997. godine, Iveša prelazi u Rijeku. U četiri godine je vratar odigrao jednu utakmicu za Riječane. Nakon Rijeke je potpisao ugovor s Novaljom. Za Novalju je odigrao preko 20 utakmica. Igrajući za NK Novalju je privukao pažnju australijskog nogometnog kluba Sydney United. U ljeto 2002. godine, Iveša odlazi u Australiju i potpisuje ugovor s klubom hrvatskih korijena, Sydney Unitedom. Nakon jedne sezone u Sydneyu, Iveša se vraća u domovinu. Proveo je jednu godinu u NK Žminju, da bi potom zaigrao za klub iz rodnog grada, NK Istra 1961. U Puli je odrigrao preko 80 utakmica. NK Slaven Belupo ga je 2007. doveo u svoje redove. Međutim, ni u Koprivnici nije ostao dugo, jer ubrzo počinje njegova nova epizoda u klupskoj karijeru u inozemstvu. Turski klub Eskişehirspor ga kupuje za 150.000 eura. Četiri godine kasnije postaje novi vratar Elazığspora. Tu ostaje tri godine. U Turskoj je Iveša sve ukupno proveo osam godina i branio je preko 200 utakmica u Süper Ligi. U veljači 2015. je ostao bez klupskog angažmana. Mjesec dana kasnije je postao novi član NK Opatije. U ljeto 2015. je se vratio u NK Istri 1961. Godinu dana kasnije je Iveša produžio svoj ugovor s NK Istrom 1961 na jednu godinu.

## Vanjske poveznice
- Nogometni magazin
- transfermarkt.de  Arhivirana inačica izvorne stranice od 30. rujna 2008. (Wayback Machine)